# Les Chroniques de Riddick (franchise)
Les Chroniques de Riddick (The Chronicles of Riddick) est une franchise médiatique de science-fiction mettant en scène le Furien Riddick.
Dans la trilogie de films, le personnage de Riddick est interprété par l'acteur américain Vin Diesel. La franchise a été développée sur d'autres supports comme des jeux vidéo, romans et courts métrages. Un 4e film, provisoirement intitulé Furya est annoncé depuis quelques années.

## L'univers de Riddick

### Factions
Necromongers
Les Necromongers désignent une civilisation constituée d'êtres humains convertis à la foi des Necromongers. Cet empire est dirigé par le Haut-Commandeur, le seul à être revenu vivant de son périple dans l'Anteverse. Celui-ci s'est fixé pour mission de convertir ou anéantir tous les humains de l'Univers.

### Planètes et systèmes

#### Aguerra
Planète introduite dans le jeu vidéo "Assault On Dark Athena". Après s'être échappé du Dark Athena par une capsule de sauvetage, un missile lancé du vaisseau propulse la capsule (qui contient Riddick), qui se crashe sur la planète Aguerra, à proximité. On découvre que les colons, qui y vivaient en paix, ont été capturés ou massacrés par les mercenaires du Dark Athena. Riddick comprend que ce lieu est sans issue et retourne sur le Dark Athena par une navette mercenaire.

#### Furya
Planète natale de Riddick.

#### Système Aquila
Système mentionné par Imam comme entièrement détruit par les Necromongers.

#### Butcher Bay
Prison de haute sécurité de type 2, sur la planète du même nom, dans laquelle sont enfermés les criminels les plus dangereux. C'est une des prisons les plus sûres et les mieux gardées de l'univers. Personne n'a réussi à en sortir vivant. Elle est tenue par le préfet Hoxie, qui s'avère être aussi un homme d'affaires. Ici les prisonniers peuvent servir de mains d'œuvre dans des mines de minerais. Les gardes n'hésitent pas à tirer à vue sur les plus faibles. Des combats entre prisonniers sont organisés, et d'étranges et sinistres créatures assoiffées de sang y habitent. Toute évasion semble impossible ; jusqu'au jour où Riddick parvient à s'en échapper. Plusieurs niveaux composent ce pénitencier : allant du niveau « à ciel ouvert » jusqu'au niveau situé à 30 km en dessous la surface pour les criminels les plus dangereux. Les cellules sont très rudimentaires : fermées par une solide porte pleine, et sans fenêtre, elles sont composées d'une à deux couchettes et d'un WC. Pour les prisonniers les plus récalcitrants, on a même une zone de « cryogénie » où les détenus qui y sont enfermés sont en hibernation permanente, et sont seulement réveillés deux petites minutes par jour. Riddick y fera un court séjour...

#### Système Coalsack
Système mentionné par Imam comme tombé aux mains des Necromongers.

#### Dark Planet
Cet astre est en réalité le satellite naturel d'une planète gazeuse à anneaux doubles, et n'est connu que sous la dénomination M6-117. Cette lune est le décor du premier film Pitch Black. Elle est totalement désertique et illuminée en permanence par trois soleils. Tous les 22 ans, elle entre en phase d'éclipse, et est alors totalement plongée dans le noir pendant dix jours ; c'est alors que les créatures nocturnes qui y habitent sortent de leurs cavernes.

#### Système Hélion

##### Helion Prime
Planète capitale, elle abrite la Nouvelle Mecque, lieu de résidence d'Imam. C'est ici que Riddick découvre pour la première fois les Necromongers.

##### Helion 2
Deuxième planète du Système Hélion, les Necromongers et le Haut-commandeur envisagent d'abord de poursuivre leur assaut par cette planète après la prise d'Helion Prime et de poursuivre ainsi leur offensive dans l'ordre jusqu'à Helion 5 pour prendre tout le système mais le Purificateur propose de continuer directement par Helion 5.

##### Helion 3
Troisième planète du Système Hélion, les Necromongers pensent qu'elle se rendra d'elle-même après la prise d'Helion Prime et Helion 5.

##### Helion 4
Quatrième planète du Système Hélion, les Necromongers pensent qu'elle se rendra d'elle-même après la prise d'Helion Prime et Helion 5.

##### Helion 5
Cinquième planète du Système Hélion, les Necromongers pensent attaquer cette planète après la prise d'Helion Prime pour forcer les planètes Helion 2, 3 et 4 à se rendre d'elles-mêmes.

#### Quintessa
Planète natale des Élémentaliens, peuple d'Aereon, élémentaire de l'air.

#### Not-Furya
Cet astre inconnu n'est pas nommé autrement. Riddick y est d'abord conduit par les Necromongers qui lui font croire qu'il s'agit de Furya, sa planète d'origine, avant de l'y abandonner ; d'où son nom de Not-Furya (littéralement Pas-Furya). Cette planète est le décor principal du troisième film Riddick. Elle a des paysages rocheux et marécageux et est principalement peuplée de créatures canidées, qui parcourent les landes, et de créatures hostiles vivant dans l'eau des marécages.

#### UV-6
Il s'agit d'une planète recouverte par la glace, où Riddick a trouvé refuge durant cinq ans après les événements de Pitch Black et Dark fury.

#### Ursa 5
Il s'agit de la planète d'origine du clan de mercenaires Vagos dirigé par Santana dans le troisième film, Riddick.

#### Système Ignéon

##### Crématoria
Une des trois prisons de type 3 (à sécurité maximale), Crématoria est une colonie pénitentiaire uniquement réservée aux criminels les plus dangereux. La surface de la planète est quasiment invivable puisque la température atteint des valeurs extrêmes : n'importe qui se ferait, soit incinérer sous la chaleur le jour (700 °F soit 371 °C), soit congeler la nuit (−300 °F soit −184 °C). Cela explique pourquoi il est impossible de s'échapper de la prison souterraine (plus de 29 km sous terre) puisqu'il n'y a que 20 minutes de terminateur (état intermédiaire compris entre la nuit et le jour).

### Personnages
| Personnages                | Films              | Films                                        | Films                            | Films                      | Films           |
| Personnages                | Pitch Black (2000) | Les Chroniques de Riddick : Dark Fury (2004) | Les Chroniques de Riddick (2004) | Riddick: Blindsided (2013) | Riddick (2013)  |
| -------------------------- | ------------------ | -------------------------------------------- | -------------------------------- | -------------------------- | --------------- |
| Richard B. Riddick         | Vin Diesel         | Vin Diesel                                   | Vin Diesel                       | Vin Diesel                 | Vin Diesel      |
| Jackie "Jack" B. Badd/Kyra | Rhiana Griffith    | Rhiana Griffith                              | Alexa Davalos                    |                            |                 |
| Abu 'Imam' al-Walid        | Keith David        | Keith David                                  | Keith David                      |                            |                 |
| Carolyn Fry                | Radha Mitchell     |                                              |                                  |                            |                 |
| William J. Johns           | Cole Hauser        |                                              |                                  |                            |                 |
| Paris P. Ogilvie           | Lewis Fitz-Gerald  |                                              |                                  |                            |                 |
| Alexander Toombs           |                    | Nick Chinlund                                | Nick Chinlund                    |                            |                 |
| Junner                     |                    | Roger L. Jackson                             |                                  |                            |                 |
| Antonia Chillingsworth     |                    | Tress MacNeille                              |                                  |                            |                 |
| Siberius Vaako             |                    |                                              | Karl Urban                       | Karl Urban                 | Karl Urban      |
| Zhylaw/Lord Marshal        |                    |                                              | Colm Feore                       |                            |                 |
| Aereon                     |                    |                                              | Judi Dench                       |                            |                 |
| Dame Vaako                 |                    |                                              | Thandie Newton                   |                            |                 |
| Purifier                   |                    |                                              | Linus Roache                     |                            |                 |
| Colonel R. "Boss" Johns    |                    |                                              |                                  |                            | Matthew Nable   |
| Santana                    |                    |                                              |                                  |                            | Jordi Mollà     |
| Dahl                       |                    |                                              |                                  |                            | Katee Sackhoff  |
| Diaz                       |                    |                                              |                                  |                            | Dave Bautista   |
| Moss                       |                    |                                              |                                  |                            | Bokeem Woodbine |

## Œuvres composant la série

### Cinéma

#### Films
- 2000 : Pitch Black (renommé The Chronicles of Riddick: Pitch Black après la sortie du deuxième volet de la série) de David Twohy avec Vin Diesel, Radha Mitchell
- 2004 : Les Chroniques de Riddick (The Chronicles of Riddick) de David Twohy avec Vin Diesel, Thandie Newton

Premier volet d'une trilogie. Introduction des Nécromongers et de la notion d'Anteverse. Il existe une version director's cut de 128 min (au lieu de 114 pour le film sorti au cinéma). Le DVD propose également 5 minutes de scènes coupées.
- 2013 : Riddick de David Twohy

Le héros est isolé sur une planète désertique et peuplée de créatures mortelles.
- prochainement : Riddick: Furya de David Twohy

#### Fiche technique
|                        | Pitch Black (2000)                                                        | Les Chroniques de Riddick (2004)       | Riddick (2013)                | Riddick: Furya (N/A)                            |             |
| ---------------------- | ------------------------------------------------------------------------- | -------------------------------------- | ----------------------------- | ----------------------------------------------- | ----------- |
| Réalisation            | David Twohy                                                               | David Twohy                            | David Twohy                   | David Twohy                                     | David Twohy |
| Scénaristes            | Ken et Jim WheatsDavid Twohy                                              | David Twohy                            | David Twohy                   | David Twohy                                     |             |
| Musique                | Graeme Revell                                                             | Graeme Revell                          | Graeme Revell                 | NC                                              |             |
| Photographie           | David Eggby                                                               | Hugh Johnson                           | David Eggby                   | NC                                              |             |
| Montage                | Rick Shane                                                                | Tracy AdamsMartin HunterDennis Virkler | Tracy Adams                   | NC                                              |             |
| Sociétés de production | Gramercy Pictures Interscope Communications Polygram Filmed Entertainment | Radar Pictures One Race Films          | Radar Pictures One Race Films | One Race Films Rocket Science Thank You Studios |             |
| Distribution           | USA Films                                                                 | Universal Pictures                     | Universal Pictures            | NC                                              |             |
| Durée                  | 109 minutes                                                               | 135 minutes                            | 119 minutes                   | NC                                              |             |
| Dates de sortie        | 18 février 2000                                                           | 11 juin 2004                           | 6 septembre 2013              | NC                                              |             |
| Dates de sortie        | 19 juillet 2000                                                           | 18 août 2004                           | 18 septembre 2013             | NC                                              |             |

#### Accueil

##### Box-office
| Film                      | Année  | Recettes au box-office | Recettes au box-office | Recettes au box-office | Nombre d'entrées | Budget         | Références |
| Film                      | Année  | États-Unis/ Canada     | Reste du monde         | Mondial                | France           | Budget         | Références |
| ------------------------- | ------ | ---------------------- | ---------------------- | ---------------------- | ---------------- | -------------- | ---------- |
| Pitch Black               | 2000   | 39 240 659 $           | 13 947 000 $           | 53 187 659 $           | 82 776           | 23 millions $  | ,          |
| Les Chroniques de Riddick | 2004   | 57 761 012 $           | 58 011 721 $           | 115 772 733 $          | 712 642          | 105 millions $ | ,          |
| Riddick                   | 2013   | 42 025 135 $           | 56 312 160 $           | 98 337 295 $           | 512 787          | 38 millions $  | ,          |
| Totaux                    | Totaux | 139 026 806 $          | 128 270 881 $          | 267 297 687 $          | 1 308 205 $      | 166 millions $ | ,          |

##### Critique
| Film                      | Rotten Tomatoes     | Metacritic        | AlloCiné             |
| ------------------------- | ------------------- | ----------------- | -------------------- |
| Pitch Black               | 59% (109 critiques) | 49 (29 critiques) | 3,6⁄5 (10 critiques) |
| Les Chroniques de Riddick | 29% (165 critiques) | 38 (34 critiques) | 2,9⁄5 (13 critiques) |
| Riddick                   | 57% (168 critiques) | 49 (35 critiques) | 2,6⁄5 (5 critiques)  |

### Courts métrages d'animation etmotion comics
- 2000 : Pitch Black: Slam City de Brian Murray et David Twohy

Préquelle au film Pitch Black, disponible sur Internet
- 2004 : Les Chroniques de Riddick : Dark Fury (The Chronicles of Riddick: Dark Fury) de Peter Chung avec Vin Diesel, Rhiana Griffith. Durée : 35 minutes

Histoire faisant le lien entre Pitch Black et Les Chroniques de Riddick.
- 2013 : Riddick: Blindsided de Bonner Bellew.

S'inscrit comme courte introduction (5 minutes environ) au film Les Chroniques de Riddick de 2004 et proposé dans les bonus du DVD de l'édition longue.

### Romans et nouvelles
- Alan Dean Foster et Paul Benita (traduction), Les Chroniques de Riddick, Fleuve noir, 2004.

Adaptation du film Les Chroniques de Riddick.

### Jeux vidéo
- 2004 : The Chronicles of Riddick: Escape from Butcher Bay sur Windows et Xbox, édité par Vivendi Universal Games.

Ce jeu s'inscrit pleinement dans l'histoire narrée par Pitch Black, Dark fury et The Chronicles of Riddick. On y apprend, entre autres, comment Riddick gagne sa vision de nyctalope.
- 2009 : The Chronicles of Riddick: Assault on Dark Athena sur Windows, Xbox 360 et PS3, édité par Sierra et développé par Starbreeze Studios

Ce jeu est la suite directe du premier jeu Escape from Butcher Bay. Cette fois-ci Riddick doit s'échapper du vaisseau de mercenaires Dark Athena et de la planète Aguerra, pillée par ces derniers. Un mode multijoueurs est également proposé pour combattre l'infâme Capitaine Revas.

### Musique
- Les Chroniques de Riddick (2004), bande originale du film Les Chroniques de Riddick de Graeme Revell.